# 순톤푸
프라 순톤워한(태국어: พระสุนทรโวหาร), 순톤푸(태국어: สุนทรภู่, Sunthorn Phu, 1786년 6월 26일–1855년) 혹은 쑨턴푸는 태국의 가장 걸출한 고전기 궁정 시인으로, 라따나꼬신 시대에 활동하였다. 순톤푸는 특히 참신한 시 작법으로 명성을 얻었으며, 그가 지은 니랏은 현대 태국에서도 인기가 있다. 《니랏 푸까오통》(황금의 산을 향한 여정을 그린 시집), 《니랏 므앙수판》(수판부리 지방으로의 여행을 묘사한 시집), 《프라아파이마니》, 《쿤창과 쿤팬의 이야기》 등의 고전을 남겼다.
순톤푸의 탄생 200주년이 되는 1986년에는 유네스코가 순톤푸를 위대한 세계 시인으로 선정하였다. 순톤푸의 모습이 새겨진 동상은 그의 아버지가 태어난 곳인 라용 주의 암프 끌랭에 세워져 있다.

## 생애
순톤푸는 라마 1세가 등극하고 짜끄리 왕조가 시작되고 방콕으로 천도한 지 4년이 되는 1786년 6월 26일 태어났다. 가족의 집은 왕궁 뒤편에 있었다. 아버지는 라용 주의 암프 끌랭에서 이사를 온 평민이었다. 나중에 아버지와 어머니가 이혼한 후 아버지는 원래 살던 곳의 방룸 사원으로 가서 승려가 되었고, 어머니는 왕가의 간호사가 되었다. 순톤푸는 어머니와 함께 방콕에 남아, 어머니와 함께 왕궁에서 일할 기회를 잡을 수 있었다. 그러나 순톤푸는 왕궁에서 일하면서 '쭌'이라는 왕족 여인과 사랑에 빠져서 징계를 받고 체포되었는데, 왕이 사망하고 나서 사면을 받았다.
왕실 생활에 싫증난 순톤푸는 잠시 아버지가 살고 있던 라용을 방문했는데, 라용으로 향하는 길에 그는 자신의 여정을 자세히 묘사한 유명한 니랏 《니랏 므앙끌랭》을 써서 쭌에게 헌정하였다. 방콕으로 돌아와서 순톤푸는 마침내 쭌과 결혼해 아들을 얻었고, 라마 2세 치하에서 궁정 시인이 될 수 있었다. 그러나 첫 결혼 생활은 길지 않았다. 아내는 결국 그를 저버렸으며, 1821년에는 쭌과 싸움을 해서 감옥에 갇히기도 했다. 이는 그의 기나긴 여성편력의 시작에 불과하다. 그렇지만 일생 동안 많은 여자를 만나고 이혼하기를 반복했음에도, 나중에 순톤푸는 자신이 가장 사랑했던 여인은 쭌이었다고 회상했다.
라마 2세 시기에 왕은 순톤푸를 매우 총애하여 6품의 관등인 쿤을 제수하였다. 하지만 라마 3세 시기에 순톤푸는 국왕과 각료들이 있는 자리에서 왕의 시를 정정하는 실수를 저질러 징계로 관작을 잃어버리게 되었다. 이렇게 해서 그는 20년 정도 궁정을 떠나 있게 되었는데, 이 시기 동안 처음에 사원에 들어가 승려가 되었다가 나중에는 상인으로 활동하였다. 라마 3세의 치세 후반기에는 다시 왕실에 고용되어 궁정 서기가 되었다. 라마 4세 재위기에는 궁정 서기장으로 승진하였다. 이 관직은 순톤푸가 받은 마지막 관직이며, 이때 4품의 관등인 프라를 받았다.
《프라아파이마니》는 순톤푸의 대표작 중 하나로 그가 감옥에 갇혀 있을 때부터 쓰기 시작한 시였는데, 이후 20년 간 드문드문 조금씩 나눠 발표하였다. 라마 4세 재위기 동안 공주 중 하나가 이 작품을 좋아해 시를 끝마쳐 줄 것을 부탁했고, 이에 순톤푸는 1855년 사망할 때까지 이 작업에 남은 생애를 쏟아붓게 된다.

## 작품
순톤푸는 많은 작품을 남긴 작가였다. 현대에 주로 읽히는 것은 니랏(기행서정시)이지만, 이 외에도 끌론, 깝, 세파, 속담집, 헤 등 다양한 형식의 창작 활동을 벌였는데, 특히 끌론에서 뛰어난 솜씨를 보였다. 대표적인 작품을 열거하면 다음과 같다.
- 니랏 : 《니랏 므앙끌랭》, 《니랏 므앙수판》, 《니랏 프라빠톰》, 《니랏 므앙펫부리》, 《니랏 프라탠동랑》 등 총 9편을 저술.
- 끌론 : 《프라아파이마니》(지식을만드는지식 한국어판 출간 예정), 《락사나웡》, 《싱하끄라이폽》
- 깝 : 《프라차야수라야》
- 세파 : 《쿤창과 쿤팬의 이야기》, 《프라랏차퐁사와단》
- 속담집 : 《사왓디락사》
- 헤 : 《까끼 이야기》, 《코붓》, 《짭라밤》

### 대표작

#### 프라아파이마니

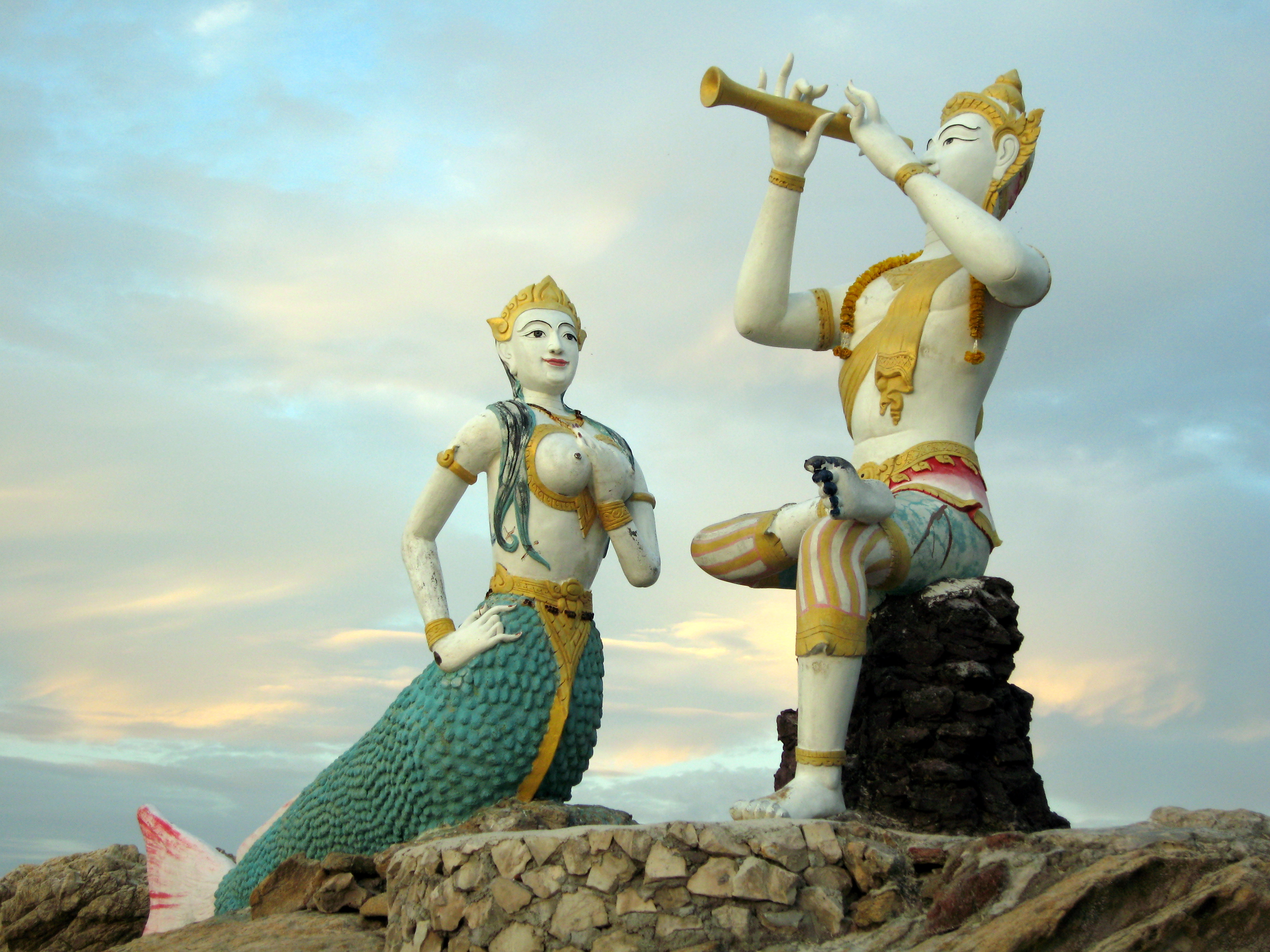
《프라아파이마니》의 등장인물상

《프라아파이마니》는 바다를 무대로 한 시암 최초의 대서사시로, 3만 행에 달하는 분량으로 이루어져 있다. 대표적인 작중 등장인물은 프라아파이마니와 숫사꼰이다. 주인공인 숫사꼰은 프라아파이마니와 인어 여인 사이에서 태어난 아들인데, 태어날 때부터 아버지 프라아파이마니를 만나지 못해 성장한 후 숫사꼰이 아버지를 찾는 모험을 벌이는 것이 《프라아파이마니》의 핵심적인 줄거리를 구성한다. 이 작품에는 당시 시암 해양 무역의 번성과 변화하는 사회상, 전통적으로 천대받던 상업에 대한 인식의 전환 등이 녹아 있다.

#### 쿤창과 쿤팬의 이야기

숲으로 도망치는 완통과 쿤팬

《쿤창과 쿤팬의 이야기》, 이하 《쿤창쿤팬》은 18세기 이전부터 태국에 전해 내려오는 고전 설화로, 기본적인 서사의 구조는 '완통'이라는 여인을 두고 추남이지만 돈이 많은 '쿤창'과, 학문과 여러 기예에 능하고 잘생긴 '쿤팬'이 경쟁하는 삼각 관계를 골자로 한다. 이 이야기는 구전으로 전승되었기 때문에 이야기 자체의 창작자는 누구인지 알기 어렵다. 아유타야 시기까지 전해 내려오던 《쿤창쿤팬》의 기록된 판본은 모두 소실되었고, 현재 남아 있는 것은 구전과 단편적인 기록들을 바탕으로 나중에 정리한 것이다. 일부 장은 순톤푸 외에 라마 2세, 라마 3세 등이 가필하였다. 현재 번역되어 있는 한국어판 《쿤창쿤팬》(라마 2세 외 저, 《쿤창과 쿤팬의 이야기》, 지만지, 2010)은 총 43장으로 이루어져 있다.

## 후대에 미친 영향
- 현대 태국에서는 순톤푸의 출생일인 6월 26일을 '순톤푸의 날'로 기념하고 있다.
- 현대 태국에서는 순톤푸의 작품이 만화, 영화, 노래 등 다양한 미디어를 통해 재해석되고 있다. 예로, 태국 영화 역사에서 처음이자 유일하게 셀 기법으로 만든 애니메이션 《숫사꼰의 모험》(1979)은 《프라아파이마니》의 캐릭터에 기반하였다. 이 작품을 만든 감독은 빠윳 응아오끄라짱인데, 2006년에 같은 주제의 실사판 영화 《숫사꼰의 전설》을 만들기도 했다.

## 참고 문헌
- 김영애, 《태국사》, 한국외국어대학교 출판부, 2001.
- 김우조 외, 《아시아 아프리카 문학》, 김우조, 2003.

## 같이 보기
- 프라아파이마니
- 쿤창과 쿤팬의 이야기